# 陳綬 (正德進士)
陳綬（1486年—？），字綰卿，號鐵川，直隸大名府元城縣人，民籍，明朝政治人物。

## 生平
正德五年（1510年）庚午科順天鄉試第四十七名舉人，曾任山西絳州儒學訓導，十二年（1517年）中式丁丑科會試第三百十四名，三甲第一百六十三名進士。戶部觀政，十四年（1519年）授浙江歸安縣知縣，調河南沔池縣知縣，升太僕寺丞，出為雲南姚安府知府，調四川敘州府知府，嘉靖十七年（1538年）正月官員考察以酷罷官。

## 家族
曾祖陳瑛；祖父陳銘；父陳進，母吳氏。永感下。妻郭氏。兄陳紳、陳經，弟陳繡、陳綪、陳繒。